# Liste des évêques d'Uije
La liste des évêques d'Uije recense les noms des évêques qui se sont succédé sur le siège épiscopal d'Uije en Angola  depuis la création du diocèse de Carmona et São Salvador le 14 mars 1967 par détachement de l'archidiocèse de Luanda. Le diocèse change de nom le 16 mai 1979 pour devenir le diocèse d'Uíge (pt) (Dioecesis Uiiensis). 

## Liste des évêques
- 14 mars 1967-2 février 2008 : José Moreira dos Santos (José Francisco Moreira dos Santos), évêque de Carmona et São Salvador, puis  d'Uije (16 mai 1979).
- 2 février 2008-11 février 2019 : Emílio Sumbelelo, nommé évêque de Viana

## Sources
- (en) Fiche du diocèse sur catholic-hierarchy.org